# Пиралгин
«Пиралгин» («Пенталгин-Н», «Пентанов-Н») — комбинированный препарат, имеющий в своём составе: кодеин, кофеин, метамизол натрия, напроксен, фенобарбитал. Обладает свойствами, характерными для ненаркотических анальгетиков и НПВП.

## Фармакологическое действие
Оказывает анальгезирующее, жаропонижающее и противовоспалительное действие (за счет содержащихся напроксена и метамизола). Кофеин уменьшает головную боль (особенно при мигрени).
Кодеин оказывает центральное противокашлевое действие (за счёт подавления возбудимости кашлевого центра), а также анальгезирующее действие, обусловленное возбуждением опиатных рецепторов в различных отделах ЦНС и периферических тканях, приводящим к стимуляции антиноцицептивной системы и изменению эмоционального восприятия боли. В меньшей степени, чем морфин, угнетает дыхание, реже вызывает миоз, тошноту, рвоту и запоры (активация опиоидных рецепторов в кишечнике вызывает расслабление гладких мышц, снижение перистальтики и спазм всех сфинктеров).
Продолжительность действия — 4—6 ч. Противокашлевой эффект кодеина облегчает состояние больных с «простудными» заболеваниями.
Фенобарбитал повышает эффективность метамизола и напроксена.

## Показания к применению
Болевой синдром (различного генеза): головная и зубная боль, мигрень; невралгия, артралгия; лихорадочный синдром.

## Противопоказания
Гиперчувствительность, тяжёлая печёночная и/или почечная недостаточность, дефицит глюкозо-6-фосфатдегидрогеназы; анемия, лейкопения; язвенная болезнь желудка и 12-перстной кишки (в стадии обострения), бронхиальная астма, состояния, сопровождающиеся угнетением дыхания; внутричерепная гипертензия, острый инфаркт миокарда; аритмии, тяжёлая артериальная гипертензия, алкогольное опьянение, глаукома, беременность, период лактации, детский возраст (до 12 лет).

## С осторожностью
Язвенная болезнь желудка и 12-перстной кишки (в стадии ремиссии), артериальная гипертензия лёгкой и средней тяжести, пожилой возраст.

## Режим дозирования
Внутрь, взрослым — по 1 таблетке 2—3 раза в сутки после еды. Детям старше 7 лет — половину дозы для взрослых. Длительность приёма — 2—3 дня (до 1 недели).

## Побочное действие
Аллергические реакции (сыпь, зуд, крапивница), головокружение, сонливость, снижение скорости психомоторных реакций, сердцебиение, тахикардия, тошнота, рвота, запоры; лейкопения, гранулоцитопения, агранулоцитоз. При длительном бесконтрольном приёме в высоких дозах — привыкание (ослабление анальгезирующего эффекта), лекарственная зависимость (кодеин); нарушение функции печени и/или почек.

## Передозировка
Симптомы: тошнота, рвота, гастралгия, тахикардия, аритмии, угнетение дыхательного центра.
Лечение: промывание желудка, назначение энтеросорбентов, симптоматическая терапия.

## Особые указания
Чрезмерное употребление кофеинсодержащих продуктов (кофе, чай) на фоне лечения может вызвать симптомы передозировки.
При длительном (более 1 недели) лечении необходим контроль картины периферической крови и функционального состояния печени. Без консультации врача принимают не более 3 дней при лечении лихорадочного синдрома и не более 5 дней — при болевом синдроме.
Может изменить результаты анализов допинг-контроля спортсменов.
Затрудняет установление диагноза при «остром животе».
У больных с атопической бронхиальной астмой, поллинозами имеется повышенный риск развития аллергических реакций.
В период лечения необходимо соблюдать осторожность при управлении транспортными средствами и занятии другими потенциально опасными видами деятельности, требующими повышенной концентрации внимания, быстроты психомоторных реакций и хорошего зрения.

## Использование для получения наркотических средств
Наряду с другими кодеинсодержащими препаратами, Пиралгин из-за дешевизны популярен для кустарного изготовления наркотика дезоморфин в различных регионах России. Отмечался кратный рост продаж подобных средств в 2007—2009 годах.
В 2011—2012 годах некоторые регионы России ввели запрет на безрецептурную продажу кодеинсодержащих препаратов. В 2012 году этот запрет был утверждён на общероссийском уровне.